# Vallée de l'Isle de Périgueux à sa confluence avec la Dordogne
Vallée de l'Isle de Périgueux à sa confluence avec la Dordogne este o arie protejată (sit de importanță comunitară — SCI) din Franța întinsă pe o suprafață de 7.997 ha, integral pe uscat.

## Localizare
Centrul sitului Vallée de l'Isle de Périgueux à sa confluence avec la Dordogne este situat la coordonatele 45°01′25″N 0°11′28″E / 45.02352°N 0.19122°E.

## Înființare
Situl Vallée de l'Isle de Périgueux à sa confluence avec la Dordogne a fost declarat arie specială de conservare în baza directivei 92/43 din 1992 referitoare la conservarea habitatelor naturale și a faunei și florei sălbatice pentru a proteja 1 specie de plante și 22 de specii de animale.

## Biodiversitate
Situată în ecoregiunea atlantică, aria protejată conține 9 habitate naturale: Păduri mixte riverane de Quercus robur, Ulmus laevis și Ulmus minor, Fraxinus excelsior sau Fraxinus angustifolia, de-a lungul marilor râuri (Ulmenion minoris), Ape stătătoare oligotrofe până la mezotrofe, cu vegetație de Littorelletea uniflorae și/sau de Isoëto-Nanojuncetea, Lacuri eutrofice naturale cu vegetație de tip Magnopotamion sau Hydrocharition, Cursuri de apă de la nivel de câmpie la nivel montan, cu vegetație Ranunculion fluitantis și Callitricho-Batrachion, Fânețe de joasă altitudine (Alopecurus pratensis, Sanguisorba officinalis), Liziere de ierburi înalte hidrofile de câmpie și de nivel montan până la alpin, Râuri cu maluri nămoloase cu vegetație de Chenopodion rubri p.p. și Bidention p.p., Pășuni mediteraneene udate de apa mării (Juncetalia maritimi), Păduri aluvionare cu Alnus glutinosa și Fraxinus excelsior (Alno-Padion, Alnion incanae, Salicion albae).
La baza desemnării sitului se află mai multe specii protejate:
- plante (1): Angelica heterocarpa
- mamifere (2): vidră de râu (Lutra lutra), nurcă (Mustela lutreola)
- nevertebrate (10): Austropotamobius pallipes, croitorul mare al stejarului (Cerambyx cerdo), Coenagrion mercuriale, fluturele auriu (Euphydryas aurinia), Gomphus graslinii, rădașcă (Lucanus cervus), fluturele purpuriu (Lycaena dispar), Macromia splendens, Oxygastra curtisii, Vertigo moulinsiana
- pești (9): Alosa alosa, Alosa fallax, Cottus perifretum, Lampetra fluviatilis, cicar (Lampetra planeri), Parachondrostoma toxostoma, Petromyzon marinus, boarță (Rhodeus amarus), somonul (Salmo salar)
- reptile (1): țestoasa de baltă (Emys orbicularis)

Pe lângă speciile protejate, pe teritoriul sitului au mai fost identificate 1 specie de păsări, 1 specie de nevertebrate.